# Defenders (serial telewizyjny)
Defenders (oryg. Marvel’s The Defenders) – amerykański dramatyczny serial superbohaterski z 2017 roku na podstawie komiksów o grupie superbohaterów o tej samej nazwie wydawnictwa Marvel Comics. Showrunnerem był Marco Ramirez, który wspólnie z Douglasem Petriem był twórcą serialu. Defenders został wyprodukowany przez ABC Studios i Marvel Television. W głównych rolach wystąpili: Charlie Cox, Krysten Ritter, Mike Colter, Finn Jones, Eka Darville, Elden Henson, Jessica Henwick, Simone Missick, Ramón Rodríguez, Rachael Taylor, Deborah Ann Woll, Élodie Yung, Rosario Dawson, Scott Glenn i Sigourney Weaver.
W serialu Daredevil, Jessica Jones, Luke Cage i Iron Fist łączą siły w Nowym Jorku, by pokonać wspólnego wroga: organizację o nazwie Ręka.
Miniseria Defenders jest częścią franczyzy Filmowego Uniwersum Marvela i jest szóstym rozdziałem Sagi Defenders. Całość serialu, składającego się z 8 odcinków, została udostępniona równocześnie 18 sierpnia 2017 roku w serwisie Netflix. Serial ten został zamówiony w listopadzie 2013 roku i powstał w wyniku umowy zawiązanej pomiędzy Marvel Television i Netfliksem wspólnie z serialami: Daredevil, Jessica Jones, Luke Cage i Iron Fist, które fabularnie doprowadziły do tej miniserii. Defenders został oceniony przeważnie pozytywnie przez krytyków i otrzymał nominację do Nagród Emmy.

## Obsada

### Główna
- Charlie Cox jako Matt Murdock / Daredevil, niewidomy prawnik prowadzący podwójne życie i dzięki wzmocnionym pozostałym zmysłom i przeszkoleniu w sztukach walki samodzielnie wymierzający sprawiedliwość jako Daredevil[2][3].
- Krysten Ritter jako Jessica Jones, prywatna detektyw z nadludzką siłą i wytrzymałością, która cierpi na zespół stresu pourazowego; prowadzi własną agencję detektywistyczną, Alias Investigations[2][4].
- Mike Colter jako Luke Cage, były skazaniec o nadludzkiej sile i niezniszczalnej skórze, który walczy z przestępczością[2][5].
- Finn Jones jako Daniel Rand / Iron Fist, buddyjski mnich i miliarder, współwłaściciel Rand Enterprises i ekspert sztuk walki potrafiący przywołać mistyczną moc Żelaznej Pięści[2][6].
- Eka Darville(inne języki) jako Malcolm Ducasse, sąsiad i asystent Jones w Alias Investigations[7].
- Elden Henson jako Foggy Nelson, najlepszy przyjaciel i były wspólnik Murdocka, który pracuje w kancelarii Hogarth, Chao & Benowitz[8].
- Jessica Henwick jako Colleen Wing, dziewczyna Randa, która należała wcześniej do Ręki[8].
- Simone Missick jako Misty Knight, detektyw policji w Harlemie, która współpracuje z Cage’em[9].
- Ramón Rodríguez(inne języki) jako Bakuto, były sensei Wing, który jest jednym z pięciu „palców” Ręki[10].
- Rachael Taylor jako Trish „Patsy” Walker, przyszywana siostra i najlepsza przyjaciółka Jones; prowadzi swój własny program radiowy[8].
- Deborah Ann Woll jako Karen Page, przyjaciółka Murdocka i była sekretarka w jego kancelarii; pracuje jako dziennikarz śledczy w „New York Bulletin”[11].
- Élodie Yung jako Elektra Natchios / Czarne Niebo, tajemnicza i niebezpieczna kobieta z przeszłości Murdocka, która stała się bronią Ręki, „Czarnym Niebem”[12].
- Rosario Dawson jako Claire Temple, była pielęgniarka i dziewczyna Cage’a[8].
- Scott Glenn jako Stick, mentor Murdocka i przywódca Czystych; prowadzi wojnę z Ręką[13][8].
- Sigourney Weaver jako Alexandra Reid, przywódczyni i jeden z pięciu „palców” Ręki[14][15].

### Drugoplanowa
- Wai Ching Ho(inne języki) jako Gao, starsza kobieta, która zajmuje się handlem heroiną i jest jednym z pięciu „palców” Ręki[10][16].
- J. Mallory McCree(inne języki) jako Cole Miller, młody chłopak, członek ekipy sprzątającej pracującej dla Ręki[17].
- Michelle Federer(inne języki) jako Michelle Raymond, klientka Jones, która szuka swojego zaginionego męża[17].
- Chloë Levine(inne języki) jako Lexi Raymond, córka Johna i Michelle Raymondów[18][19].
- Ron Simmons jako Streiber, kapitan nowojorskiej policji i przełożony Knight[20].
- Babs Olusanmokun(inne języki) jako Sowande, jeden z pięciu „palców” Ręki[17][21].
- Yutaka Takeuchi(inne języki) jako Murakami, jeden z pięciu „palców” Ręki[17][21].

### Gościnna
- Peter McRobbie(inne języki) jako Paul Lantom, ksiądz katolicki i powiernik Murdocka[22][16].
- Carrie-Anne Moss jako Jeri Hogarth, współwłaścicielka kancelarii Hogarth, Chao & Benowitz[8][16].
- Rob Morgan(inne języki) jaku Turk Berrett, drobny przestępca[17][16].
- Amy Rutberg(inne języki) jako Marci Stahl, dziewczyna Nelsona i prawniczka[16].
- Susan Varon jako Jossie, właścicielka baru, do którego chodzą Murdock, Nelson i Page[16].
- Nichole Yannetty jako Nicole, stażystka pracująca przy programie Walker[23].
- Marko Zaror jako Shaft, członek Czystych[24].
- Debbi Morgan jako Dolores Miller, matka Cole’a[25].
- Alex Moggridge jako John Raymond, architekt zatrudniony przez Rękę, mąż Michelle i ojciec Lexi[18].
- Phil Nee(inne języki) jako Zhang, właściciel restauracji Royal Dragon[26].

Twórca wielu postaci Marvel Comics, Stan Lee, pojawia się na zdjęciu jako kapitan nowojorskiej policji, Irving Forbush. Prezenter telewizyjny, Pat Kiernan, oraz członkowie Aeolus Quartet zagrali samych siebie.

## Emisja
Serial Defenders, składający się z 8 odcinków, zadebiutował w całości 18 sierpnia 2017 roku w serwisie Netflix, w tym również w Polsce.
1 marca 2022 roku drugi sezon Daredevila, wraz z pozostałymi sezonami i serialami Marvel Television, został usunięty z Netflixa na wszystkich rynkach. 16 marca został udostępniony na Disney+ w Stanach Zjednoczonych, Kanadzie, Wielkiej Brytanii, Irlandii, Australii i Nowej Zelandii jako Saga Defenders, natomiast w Polsce pojawił się tam 29 czerwca 2022 roku.

## Lista odcinków
| 1 | The H Word            | Słowo na B             | S.J. Clarkson         | Douglas Petrie Marco Ramirez                         | 18 sierpnia 2017 | 18 sierpnia 2017 |
| Danny Rand i Colleen Wing podczas pościgu w Kambodży za członkami Ręki odkrywają, że prowadzona przez nich wojna rozgorzała także w Nowym Jorku. Tam Matt Murdock postanowił porzucić życie jako Daredevil i pracuje jako prawnik pro publico bono. Zmaga się ze swoimi uczuciami do Elektry Natchios, która zginęła w walce z Ręką. Luke Cage, którego imię zostało oczyszczone przez byłego partnera Murdocka, Foggy’ego Nelsona, wraca z więzienia do Harlemu, gdzie detektyw policyjna Misty Knight informuje go o miejscowych dzieciakach, które wplątały się w tajemniczy biznes, co zakończyło się ich śmiercią. Tajemnicza kobieta, dowiedziawszy się, że wszystkie jej główne narządy przestają pracować i pozostało jej niewiele czasu, informuje swoich współpracowników, by przyspieszyli swoje plany, a następnie wraz ze wskrzeszoną Natchios obserwuje, jak wielkie trzęsienie ziemi niszczy Nowy Jork. Randa i Wing odczuwają wstrząsy podczas powrotu, a prywatna detektyw Jessica Jones podczas poszukiwań zaginionego męża klientki odkrywa materiały wybuchowe.                                                                                       |                       |                        |                       |                                                      |                  |                  |
| 2 | Mean Right Hook       | Wstrząsy               | S.J. Clarkson         | Lauren Schmidt Hissrich Marco Ramirez                | 18 sierpnia 2017 | 18 sierpnia 2017 |
| Jones wzywa policję. Opuszczając miejsce zdarzenia zabiera ze sobą dowody, co zostaje zauważone przez Knight. Cage podąża śladem miejscowych dzieciaków i odkrywa, że zostały wysłane do sprzątania warsztatu, w którym zamordowano kilkoro wrogów Ręki. Rand i Wing również badają warsztat, co prowadzi do bójki między Randem i Cage'em, która kończy się dopiero po przybyciu policji. Tajemnicza kobieta, Aleksandra, zostaje poinformowana, że plany jej grupy pokrzyżowała tajemnicza ściana. Alexandra wierzy, że są to drzwi. W tym celu przesłuchuje starego wroga, Sticka, by uzyskać odpowiedzi na ten temat. Prawniczka Jeri Hogarth ostrzega Jones przed dochodzeniem, które prowadzi. Prosi również Nelsona, by wszelkie skutki działań Jones trzymał z daleka od ich firmy. Jones wraca do swojego mieszkania, gdzie odnajduje zaginionego mężczyznę, Johna Raymonda. Zostają zaatakowani przez Natchios, ale Raymond popełnia samobójstwo. Jones wyrusza w pościg za Natchios, ale zostaje aresztowana przez Knight. W komisariacie pojawia się Murdock jako adwokat Jones.                                                                              |                       |                        |                       |                                                      |                  |                  |
| 3 | Worst Behavior        | Fatalne zachowanie     | Peter Hoar            | Lauren Schmidt Hissrich Douglas Petrie               | 18 sierpnia 2017 | 18 sierpnia 2017 |
| Kilka miesięcy wcześniej Ręka zdobyła starożytną broń, „Czarne Niebo” – ciało Natchios – i wykorzystała ostatnie swoje zasoby, by ją wskrzesić. Czarne Niebo było przygotowane do walki pod okiem Aleksandry jako broń przeciwko wrogom Ręki. Obecnie Jones odrzuca pomoc prawną Murdocka, który zaczyna interesować się jej sprawą i sam zaczyna ją badać. Cage opowiada swojej dziewczynie Claire Temple o swojej walce z Randem, którego okazuje się, że Temple zna. Temple organizuje spotkanie między nimi, mając nadzieję, że będą współpracować w walce z Ręką, ale ścierają się ze względu na swoje pochodzenie. Rand, zainspirowany przez Cage’a, postanawia przyjąć inne podejście i wykorzystać swoje wpływy korporacyjne. Dzięki temu trafia na Midland Circle, które należy do Ręki. Cage odwiedza matkę jednego z miejscowych dzieciaków zatrudnionych przez Rekę, a Jones stara się dowiedzieć, czym zajmował się Raymond. Obydwoje odkrywają powiązania z Midland Circle. Cage przybywa tam, by pomóc Randowi w walce z Ręką, wkrótce potem pojawiają się Jones i Murdock. Cała czwórka zostaje zaatakowana przez Czarne Niebo, ale Rand ją powstrzymuje. |                       |                        |                       |                                                      |                  |                  |
| 4 | Royal Dragon          | Royal Dragon           | Phil Abraham          | Douglas Petrie Marco Ramirez                         | 18 sierpnia 2017 | 18 sierpnia 2017 |
| Rand, Cage, Jones i Murdock uciekają i ukrywają się w pobliskiej restauracji. Po przedstawieniu wszystkich Rand proponuje, by pracowali jako zespół w celu pokonania Ręki. Jednak Murdock nie chce się angażować, a Jones rezygnuje. W tym czasie Stick ucieka od członków Ręki i odnajduje grupę. Wyjaśnia wszystkim, że dawno temu starsi K’un-Lun zebrali się, by studiować uzdrawiającą moc qi, ale pięciu spośród nich chciało użyć tej mocy, by żyć wiecznie, za co zostali wyrzuceni. Stali się oni pięcioma palcami Ręki. Wśród nich znalazła się Alexandra (która na przestrzeni wieków nosiła wiele imion), Gao, Sowande (który rekrutował dzieci z Harlemu), Murakami i niedawno zmarły Bakuto. Ręce udało się pokonać prawie wszystkich, którzy się im sprzeciwiali, z wyjątkiem Sticka i Iron Fista. Alexandra pojawia się na miejscu i oferuje oszczędzenie Nowego Jorku, jeśli Rand z nią pójdzie. Jednak Rand odrzuca jej ofertę. Jones zdaje sobie sprawę, że rodzina Raymondów jest nadal w niebezpieczeństwie i wraca, by im pomóc w momencie, kiedy zostają zaatakowani przez Czarne Niebo w restauracji.                                             |                       |                        |                       |                                                      |                  |                  |
| 5 | Take Shelter          | Bezpieczne schronienie | Uta Briesewitz        | Lauren Schmidt Hissrich Douglas Petrie Marco Ramirez | 18 sierpnia 2017 | 18 sierpnia 2017 |
| Ręka gromadzi się w restauracji, a Murdock odciąga Czarne Niebo od walki. Kiedy zwraca się do niej imieniem Elektra, ona ucieka, jednak wcześniej uniemożliwia Murakamiemu zabicie Murdocka. Cage zostaje zabrany przez Sowande’a, a pozostałym udaje się uciec razem ze Stickiem. Po tym, jak Sowande ostrzega, że ich bliscy będą następnym celem, przekonują przyjaciół, by pozostali z Knight na komisariacie dopóki nie będą bezpieczni. Wing konfrontuje się ze wskrzeszonym Bakuto, który bezskutecznie próbuje zwerbować ją do swojej sprawy. Murdock postanawia ponownie przyjąć tożsamość Daredevila, co niepokoi przywódców Ręki ze względu na jego związek z Natchios. Murakami kwestionuje zależność Alexandry od Czarnego Nieba przy realizacji celów i zwraca uwagę na fakt, że po tym jak wykorzystali swoje zasoby na wskrzeszenie Natchios, wszyscy mogą zostać zabici. Sugeruje, by obmyślić nowy plan bez Aleksandry. Stick odcina głowę Sowande’a, gdy ten próbuje uciec. |                       |                        |                       |                                                      |                  |                  |
| 6 | Ashes, Ashes          | Wieczność?             | Stephen Surjik        | Drew Goddard Marco Ramirez                           | 18 sierpnia 2017 | 18 sierpnia 2017 |
| Wiedząc, że Ręka potrzebuje Iron Fista jako klucza do odblokowania czegoś, grupa decyduje się ukryć go na czas kontynuowania walki. Jednak Rand nie zgadza się z decyzją i atakuje pozostałych. Powstrzymują go i związują, a Cage i Stick czuwają nad nim, podczas gdy Jones i Murdock kontynuują śledztwo w sprawie Raymonda. Natchios zaczyna odzyskiwać wspomnienia ze swojego poprzedniego życia, ale Alexandra upiera się, że nie jest już tamtą osobą. W międzyczasie pozostali przywódcy Ręki dowiadują się o śmierci Sowande’a i nadal wątpią w dalsze przywództwo Aleksandry. Murdock i Jones odkrywają, że pod Midland Circle jest dziura, na którą Murdock natknął się wcześniej, próbując rozpracować Rękę. Wracają do grupy z planami ataku na budynek i odkrywają, że Stick próbuje zamordować Randa, by Ręka nie mogła go wykorzystać. Przerywa im Natchios, która zabija Sticka i porywa Randa. Alexandra napawa się tym zwycięstwem, ale zostaje zamordowana przez Natchios, która rości sobie przywództwo nad Ręką. |                       |                        |                       |                                                      |                  |                  |
| 7 | Fish in the Jailhouse | Konfrontacja           | Félix Enríquez Alcalá | Lauren Schmidt Hissrich Marco Ramirez                | 18 sierpnia 2017 | 18 sierpnia 2017 |
| Jones, Murdock i Cage budzą się na komisariacie jako podejrzani o morderstwo Sowande’a i Sticka. Opowiadają Knight o Ręce, ale starają się nie wdawać w szczegóły, by sama się w to nie zaangażowała. Pozostali przy życiu przywódcy Ręki zgadzają się pozwolić Natchios realizować swoje cele, mając nadzieję, że zapewni im dostęp do zasobów potrzebnych do uniknięcia śmierci. Natchios zabiera Randa pod budynek do mistycznych drzwi, które ma otworzyć. Jones, Murdock i Cage uciekają z komisariatu i udają się do Midland Circle, gdzie muszą zmierzyć się z Gao, Bakuto i Murakami. Na miejscu pojawia się również Wing z materiałami wybuchowymi, które zgromadził Raymond. Grupa wypiera Rękę. Knight i Temple przybywają wkrótce potem, a Knight zgadza się zatrzymać policję, podczas gdy inni docierają do Randa. Natchios namawia Randa do otworzenia drzwi, co powoduje wybuch, który pozbawia prądu całe miasto. Rand odzyskuje przytomność pod szkieletem smoka. |                       |                        |                       |                                                      |                  |                  |
| 8 | The Defenders         | The Defenders          | Farren Blackburn      | Lauren Schmidt Hissrich Marco Ramirez                | 18 sierpnia 2017 | 18 sierpnia 2017 |
| Gao wyjaśnia Randowi, że substancja, której Ręka używa do wskrzeszenia, pochodzi z kości smoków, podobnie jak jego moc Iron Fista. Ręka zaczyna zbierać szkielet, co osłabia fundamenty miasta i wywołuje ogromne zniszczenia. Wing i Temple umieszczają materiały wybuchowe, by zniszczyć budynek. Konfrontują się z Bakuto, który odcina ramię Knight, gdy ta przybywa z pomocą. Wing odcina głowę Bakuto, ale jego ciało uruchamia licznik czasu dla materiałów wybuchowych. Jones, Murdock i Cage przybywają do jaskini, by pomóc Randowi i wspólnie walczą z członkami Ręki. Kiedy Murdock zdaje sobie sprawę, że do eksplozji ładunków wybuchowych zostało niewiele czasu, każe pozostałym natychmiast opuścić budynek. Pozostaje z Natchios, gdy budynek wokół nich eksploduje. Wszystkie te wydarzenia są ukrywane przez władze. Rand, Jones i Cage postanawiają ruszyć dalej, aby chronić miasto. Poobijany Murdock budzi się później w pokoju, w którym znajduje się zakonnica. |                       |                        |                       |                                                      |                  |                  |

## Produkcja

### Rozwój projektu

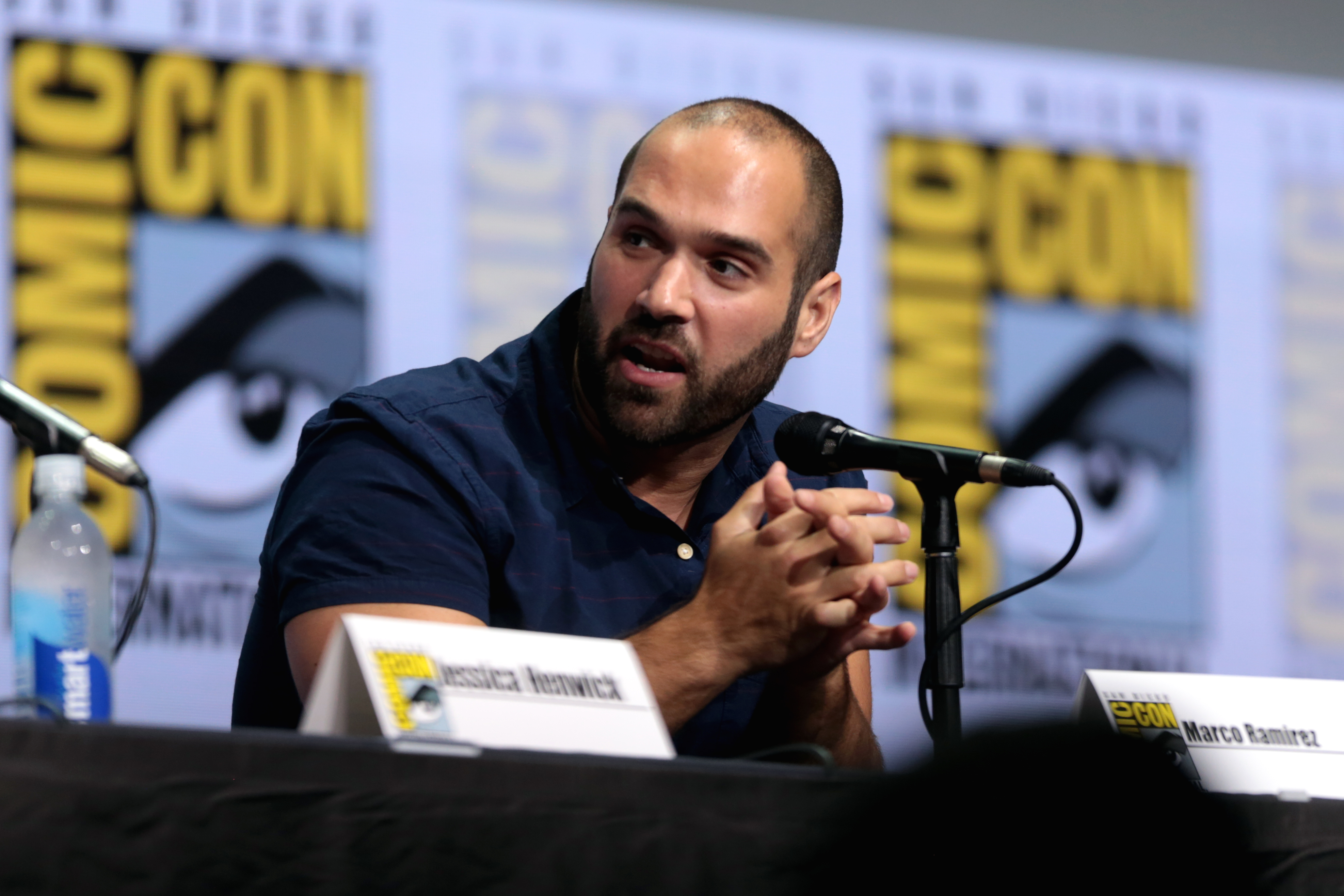
Marco Ramirez, showrunner serialu

W październiku 2013 roku podano do informacji, że w przygotowaniu są seriale na podstawie publikacji wydawnictwa Marvel Comics, które łącznie mają mieć 60 odcinków. Miesiąc później poinformowano, że będą to Daredevil, Jessica Jones, Luke Cage i Iron Fist, które doprowadzą do miniserii Defenders; ich dystrybutorem został Netflix, a za ich produkcję odpowiadać miały ABC Studios i Marvel Television. W styczniu 2015 roku Ted Sarandos, prezes Netfliksa, zapewnił, że wszystkie seriale tworzone przy współpracy z Marvelem mają szansę na kolejne sezony. W listopadzie redaktor naczelny Marvel Comics Joe Quesada przyznał, że nie ma powodu do obaw o zmianę klasycznego składu składu Defenders ze względu na małą rozpoznawalność tej komiksowej drużyny na świecie oraz, ponieważ wykorzystanie tej koncepcji i nazwy (a następnie zastosowanie w Filmowym Uniwersum Marvela) „wydaje się być całkowicie naturalne”.
W kwietniu 2016 roku poinformowano, że twórcami, showrunnerami i producentami wykonawczymi serialu będą Marco Ramirez i Douglas Petrie, którzy byli showrunnerami drugiego sezonu Daredevila. Drew Goddard, który był twórcą serialu Daredevil, również został producentem wykonawczym razem z Quesadą, Karimem Zreikiem, Allie Goss, Krisem Henigmanem, Cindy Holland, Alanem Fine’em, Stanem Lee, Jimem Chorym i Jephem Loebem. W lipcu Loeb ujawnił, że miniserial będzie liczył osiem odcinków oraz, że Petrie i Ramirez będą konsultować się z Melissą Rosenberg, Cheo Hodarim Cokerem i Scottem Buckiem, którzy byli showrunnerami Jessiki Jones, Luke’a Cage’a i Iron Fista. Konsultacje te dotyczyły między innymi tego, w jaki sposób powinny zachowywać się dane postaci oraz to jakie rozwiązania fabularne zostały wykorzystane w scenariuszach do poszczególnych odcinków. Rosenberg przyznała, że ona i inni showrunnerzy „naprawdę czuli się włączeni w ten proces”. Leob określił Defenders jako „jednorazowe wydarzenie”, a nie serial z kilkoma sezonami. W październiku, zaraz przed rozpoczęciem zdjęć, Petrie zrezygnował z dalszej pracy nad serialem. W tym samym miesiącu poinformowano, że S.J. Clarkson wyreżyseruje dwa pierwsze odcinki i będzie pełniła rolę producenta wykonawczego pierwszego odcinka. W 2018 roku Loeb i Holland przyznali, że nie ma planów kolejne sezony.

### Scenariusz
Nad scenariuszem do poszczególnych odcinków pracowali: Marco Ramirez, Douglas Petrie, Drew Goddard i Lauren Schmidt Hissrich.
Pod koniec maja 2016 roku Petrie i Ramirez ukończyli pisanie historii miniserialu, która została oparta na „bardzo prostej strukturze” autorstwa Jepha Loeba. Musieli oni stworzyć historię w taki sposób, by była zrozumiała dla widzów, którzy nie widzieli poprzednich seriali, a jednocześnie, by pozbawić ją zbędnych momentów dla tych, którzy je widzieli. Petrie określił Defenders jako „odskocznię” dla bohaterów, która pozwoli im na koniec powrócić do światów ich własnego serialu. Loeb porównał miniserial do igrzysk olimpijskich, podczas których „można poznać wszystkich sportowców uprawiających różne dyscypliny sportowe (...), którzy raz na cztery lata spotykają się i rywalizują ze sobą”, podczas gdy Cheo Hodarim Cokerem porównał Defenders do powstania grupy Wu-Tang Clan czy franczyzy Voltron.
Ramirez i Petrie chcieli, aby projekt wydawał się zasłużony, przyziemny i urguntowany, podobnie jak wcześniejsze serie. Goddard zauważył, że każda z poszczególnych serii ma inny ton, a połączenie ich w miniserialu stworzyło jeszcze inny. Znalezienie nowego tonu było dla Ramireza najtrudniejszym aspektem projektu. Sceny z wczesnych odcinków zostały stworzone tak, by sprawiały wrażenie „najbardziej optymalnych wersji” poszczególnych seriali, wykorzystując elementy wizualne i dźwiękowe każdego z nich, które zostały powoli połączone w miarę trwania miniserialu. Loeb przestrzegł przed porównaniem do Avengersów (2012) i zwrócił uwagę na różnice, na przykład to, że Defenders nie zebrali się od razu, nie mają wspólnego miejsca dowodzenia, ani pasujących kostiumów. Inspiracją były między innymi Parszywa dwunastka (1967) i Siedmiu samurajów (1954), filmy, „w których zebrały się postacie, które nie chciały się spotkać”. Przyznał, że miały one większy wpływ na serial niż Avengers.
Ramirez przyznał, że wybór antagonisty miniserialu był kolejnym wyzwaniem. Loeb nie chciał złoczyńcy takiego jak kosmici, ponieważ są to „bohaterowie z poziomu ulicy, którzy pochodzą z bardzo realnego miejsca”, ale każdy z Defenders okazał się być „naprawdę potężny” pod względem indywidualnym, więc główny przeciwnik musiał stanowić wyzwanie dla całej czwórki. Ramirez uważał również, że antagonista powinien być wspólnym mianownikiem, a nie pojedynczymi złoczyńcami z każdej wcześniejszej serii. W związku z tym zdecydowali się na Rękę, organizację, która doprowadziła ich do znalezienia się w tym samym miejscu. Dla Ramireza ważne było, by Ręka została zniszczona pod koniec miniserialu, co pozwoliłoby poszczególnym postaciom, zwłaszcza Iron Fistowi, pójść dalej. Jednak, by dać widzom coś nieoczekiwanego, ostatecznie okazuje się, że głównym tematem historii jest Elektra Natchios i jej podróż polegająca na odrzucaniu ludzi, którzy mówią jej, co ma robić: jej mentora Sticka i pozorną główną antagonistkę miniserialu, Alexandrę oraz Daredevila. Ramirez powiedział, że motyw „konieczności przyjęcia tożsamości, której się pragnie” odnosi się również do czterech głównych bohaterów, a zabicie Aleksandry przez Elektrę miało większy sens niż zrobienie tego przez któregokolwiek z Defenders, ponieważ scenarzyści uważali, że żaden z nich nie jest mordercą i trzeba by było ich do tego zmusić.
Poruszając kwestię zakończenia miniserialu, Ramirez porównał związek postaci do „ludzi, którzy jechali tym samym autobusem, gdy ten miał wypadek... to coś w rodzaju: To była wspaniała przygoda, którą mogłem z tobą przeżyć, byłem zachwycony. W porządku, gdybym cię znowu zobaczył, nie miałbym też nic przeciwko, gdyby to było nasze ostatnie spotkanie”. Ostatnia scena, w której Matt Murdock budzi się z zakonnicą u boku, jest hołdem złożonym komiksowi „Born Again” (1986). Zakonnica o imieniu „Maggie” jest odniesieniem do matki Murdocka, czego Ramirez nie potwierdził w momencie premiery Defenders. Ramirez dodał, że scena została uwzględniona w serialu, ponieważ zamówiony został już trzeci sezon Daredevila i nie chciał, by widzowie pomyśleli, że „próbują ich oszukać lub przekonać do czegoś, co się nie dzieje”. W styczniu 2024 roku Brad Winderbaum, który odpowiada w Marvel Studios za streaming, telewizję i animację, potwierdził, że Defenders wraz z pozostałymi serialami produkowanymi dla Netfliksa należą do „Świętej Chronologii”, poświadczając tym samym ich kanoniczność w Filmowym Uniwersum Marvela.

### Casting
W maju 2014 roku poinformowano, że Charlie Cox został obsadzony w roli Matta Murdocka / Daredevila. W grudniu ujawniono, że rolę Jessiki Jones i Luke’a Cage’a otrzymali Krysten Ritter i Mike Colter. Natomiast w lutym 2016 roku wyjawiono, że rolę Daniela Randa / Iron Fista otrzymał Finn Jones. W kwietniu potwierdzono, że Cox, Ritter, Colter i Jones, którzy obsadzeni zostali wcześniej w swoich serialach, gdzie zagrali tytułowe role, powrócą w Defenders.
Również w kwietniu 2016 roku Eka Darville poinformował, że powtórzy rolę Malcolma Ducasse’a z serialu Jessica Jones. W lipcu ujawniono, że Scott Glenn powróci jako Stick z serialu Daredevil. We wrześniu poinformowano, że Simone Missick powtórzy rolę z serialu Luke Cage jako Misty Knight. W październiku ujawniono, że główną przeciwniczkę, Alexandrę Reid, zagra Sigourney Weaver oraz, że Deborah Ann Woll powróci jako Karen Page z Daredevila. Na początku listopada poinformowano, że do obsady dołączyli: Elden Henson jako Foggy Nelson, Rosario Dawson jako Claire Temple, Rachael Taylor jako Trish Walker, Jessica Henwick jako Colleen Wing i Élodie Yung jako Elektra. Dawson zagrała wcześniej we wszystkich wcześniejszych serialach wyprodukowanych we współpracy Netfliksa i Marvela; Henson i Yung pojawili się wcześniej w Daredevilu; Taylor w Jessice Jones; a Henwick w serialu Iron Fist. W lipcu 2017 roku ujawniono, że swoje role z Iron Fista powtórzą Ramón Rodríguez jako Bakuto i Wai Ching Ho jako Gao, która pojawiła się również w Daredevilu.
Gościnnie z innych seriali powrócili: Peter McRobbie jako Paul Lantom, Amy Rutberg jako Marci Stahl i Susan Varon jako Jossie z Daredevila; Carrie-Anne Moss jako Jeri Hogarth z Jessiki Jones, Daredevila i Iron Fista; Rob Morgan jako Turk Berrett z Daredevila i Luke’a Cage’a oraz Nichole Yannetty jako Nicole z Jessiki Jones. W rolach drugoplanowych, poza Ho, wystąpili również: Babs Olusanmokun jako Sowande i Yutaka Takeuchi jako Murakami, którzy obok Weaver, Rodrígueza i Ho zagrali przywódców Ręki oraz J. Mallory McCree jako Cole Miller, Michelle Federer jako Michelle Raymond, Chloë Levine jako Lexi Raymond i Ron Simmons jako Streiber.

### Scenografia i kostiumy
Za scenografię do miniserialu odpowiadał Loren Weeks, a kostiumy zaprojektowała Stephanie Maslansky. Współpracowali z reżyser dwóch pierwszych odcinków S.J. Clarkson i z operatorem zdjęć Matthew J. Lloydem, by stworzyć odrębną paletę kolorów dla każdej z postaci zachowując wygląd z wcześniejszych poszczególnych seriali, zamiast próbować połączyć ich wyglądy dla miniserialu. Maslansky wyjaśnił, że palety wykorzystano do oświetlenia, scenografii i lokalizacji oraz kostiumów dla głównych bohaterów. Jednak, kiedy postacie zaczynają się spotykać, zmieniają się również kolory. Wiązało się to z decyzją, które kolory mają wyjść na pierwszy plan w poszczególnych scenach, a które nie.
Maslansky, która podobnie jak Weeks pracowała przy wszystkich pierwszych sezonach wcześniejszych seriali o indywidualnych losach bohaterów, otrzymała wybór, czy chce pracować przy Defenders czy nad pierwszym sezonem Punishera. Wybrała Defenders jako kulminację jej pracy przy poprzednich produkcjach. Opisała proces podkreślania palet kolorów poszczególnych postaci jako celebrację, wybierając czerwień dla kostiumu Daredevila, granat i lawendę dla Jessiki Jones, oliwkową zieleń dla Iron Fista i złoto dla Luke’a Cage’a. Kostiumy bohaterów pozostały spójne z ich indywidualnymi serialami. Wyjątek stanowił kostium Daredevila, który jest został stworzony przez Hargate Costumes w Los Angeles. Postanowiono zmienić jego nakrycie głowy na bardziej matowe niż w było to w drugim sezonie Daredevila. Pod koniec sezonu Iron Fist otrzymał nowy kostium, który jest hołdem dla komisowego pierwowzoru. Maslansky chciała, aby nawiązywał on do lat 70. XX wieku. Zaprojektowała kurtkę dresową, która wykorzystywała klasyczny krój i kolory zieleni ze złotymi paskami i połączyła ją ze spodniami cargo.
W przypadku Alexandry producenci wykonawczy zasugerowali kolor biały. W jej kostiumie pojawiły się również elementy z metalu, które mają sugerować, że w poprzednim życiu była bardziej wojowniczką i ma w sobie „zaciekłość lub moc”. Jej kostiumy są inspirowane Europą i „starszym światem”, by stworzyć „globalny charakter jej garderoby, bardzo obszernej... jej garderoba odzwierciedla tego rodzaju starożytność”. Elektra otrzymała nowy kostium inspirowany jej wyglądem z komiksu, a ponieważ wyglądałoby to nie na miejscu na ulicach Nowego Jorku, Maslansky zaprojektowała dla niej również płaszcz, który go zakrywa. Inspirowany był on Kochanicą Francuza (1981) i Matrixem (1999) i nawiązywał on do stylu ubioru Aleksandry.

### Zdjęcia i postprodukcja
W lutym 2014 roku poinformowano, że serial będzie kręcony w Nowym Jorku. W kwietniu tego samego roku Joe Quesada uściślił, że będą to przede wszystkim okolice Brooklynu i Long Island City, które nadal przypominają stare Hell’s Kitchen. Prace na planie Defenders rozpoczęły się 31 października 2016 roku pod tytułem roboczym Group Therapy. Prace na planie zakończyły się 19 marca 2017 roku. Za zdjęcia odpowiadali Matthew J. Lloyd i James McMillan. Lokacje w Nowym Jorku obejmowały: Stapleton na Staten Island, Upper West Side, Hell’s Kitchen, Williamsburg, St. Nicholas Park, wieżowiec Atelier, Central Park Mall, Rockefeller Center, lądowisko helikopterów na Dolnym Manhattanie, 240 Centre Street, Time Warner Center, oraz budynek archiwum miejskiego Nowego Jorku.
Lloyd, który wcześniej pracował przy pierwszym sezonie Daredevila i przy pierwszym odcinku pierwszego sezonu Jessiki Jones poprosił o pomoc McMillana, by pomógł zrównoważyć pracę podczas jednoczesnego kręcenia odcinków. Lloyd przyznał, że praca nad Defenders bardziej przypominała pracę nad filmem a niżeli pracę nad wcześniejszymi serialami. Wskazał między innymi harmonogram związany z większą obsadą oraz fakt, że odcinki nie były kręcone w kolejności. Ujawnił, że pomimo mniejszej ilości odcinków niż w przypadku Daredevila, prace na planie zajęły porównywalną ilość czasu.
S.J. Clarkson starała się przedstawić w serialu głównych bohaterów tak, by pomóc zrozumieć tym widzom, którzy nie widzieli poprzednich seriali, kim był każdy z nich. Jednym z istotnych elementów były kolory, które reprezentował każdy z bohaterów. Równocześnie reżyser próbowała zrobić przejścia w scenach, które ich połączą, przykładowo Luke Cage opuszcza apartament i podnosi głowę, a w kolejnym ujęciu Jessica Jones wchodzi do mieszkania i spuszcza głowę. Clarkson chciała zrealizować sceny akcji inaczej niż w poprzednich serialach. Dla Daredevila wybrała choreografię walki przypominającą „balet”, przy Jessice Jones styl walki „tandetny, bałaganiarski”, przy Luku Cage’u zdecydowano się na ujęcia stateczne, aby podkreślić jego kuloodporność i niezniszczalność, natomiast sceny walki Iron Fista kręcono kamerą z ręki. Ze względu na napięty harmonogram wyzwaniem były sceny walki, w której uczestniczyła cała czwórka. Charlie Cox zwrócił uwagę, że podczas pracy nad Daredevilem walczył sam z kaskaderami, natomiast w przypadku Defenders musiał nauczyć się w krótkim czasie choreografii danej walki i współpracy z pozostałymi aktorami grającymi główne postaci. Przy pracy nad serialem Clarkson inspirowała się filmami Francuski łącznik (1971), Shaft (1971) i Serpico (1973), natomiast Lloyd – filmami Wielki mistrz (2013) i Amerykański gangster (2007).
Po pracach nad Jessiką Jones Clarkson czuła się najlepiej w bardziej ugruntowanym świecie i instynktownie wiedziała, jakiego oświetlenia i kąta kamery użyć. Mniej komfortowo czuła się w świecie Iron Fista i przedstawianiu mitologicznych elementów tej serii. Podczas przedprodukcji Defenders trwały zdjęcia do Iron Fist. Clarkson poproszono o wyreżyserowanie nowego ujęcia podczas pracy przy tym serialu. Przyznała, że to doświadczenie było „niezwykle cenne” i umożliwiło jej współpracę z Finnem Jonesem i poznanie tonu jego serialu przed rozpoczęciem zdjęć do Defenders.
Nad efektami specjalnymi przy serialu pracowały studia Zoic Studios i Shade VFX.
Sekwencja tytułowa została stworzona przez Elastic, które zainspirowało się sekwencją serialu Detektyw (2014-2019), nad którą wcześniej pracowała ta firma. Kreśli ona głównych bohaterów serialu z kolorowych map topograficznych Nowego Jorku, pokazując różne obszary miasta, z których każdy z nich pochodzi.

## Muzyka
W lutym 2017 roku poinformowano, że muzykę do serialu skomponuje John Paesano, który wcześniej pracował przy Daredevilu. Paesano przyznał, że miał „więcej swobody, by przesunąć granice i nieco bardziej oprzeć się na orkiestrowych barwach” każdej postaci, ponieważ „miał do czynienia z zwykłymi superbohaterami, których publiczność zna”. Jego kompozycje, będące połączeniem brzmienia syntezatorów i 30-osobowej orkiestry, zapożyczyły motywy każdego z bohaterów ich seriali, „by przypominać widzom ich indywidualną osobowość”. Album Marvel’s The Defenders Original Soundtrack został wydany cyfrowo 17 sierpnia 2017 roku przez Hollywood Records.
W miniserii wykorzystano również muzykę Johannesa Brahmsa. W drugim odcinku Alexandra słucha jego pierwszego kwartetu smyczkowego w wykonaniu Aeolus Quartet. Scena ta miała potwierdzić, że jest ona „miłośniczką Brahmsa”. W piątym odcinku, gdy przywódcy Ręki przygotowują się do ataku, pojawia się także fragment I Symfonii tego kompozytora. Ponadto Aleksandra słucha wadliwego nagrania Uwertury Tragicznej.
| Marvel’s The Defenders Original Soundtrack – 2017 | Marvel’s The Defenders Original Soundtrack – 2017 | Marvel’s The Defenders Original Soundtrack – 2017 | Marvel’s The Defenders Original Soundtrack – 2017 |
| Nr                                                | Tytuł utworu                                      | Autor                                             | Długość                                           |
| ------------------------------------------------- | ------------------------------------------------- | ------------------------------------------------- | ------------------------------------------------- |
| 1.                                                | „The Defenders Main Title”                        | J. Paesano                                        | 1:18                                              |
| 2.                                                | „Allies Aren’t Alone”                             | J. Paesano                                        | 3:42                                              |
| 3.                                                | „Terminal”                                        | J. Paesano                                        | 2:39                                              |
| 4.                                                | „Tailing Jones”                                   | J. Paesano                                        | 2:44                                              |
| 5.                                                | „Board Room”                                      | J. Paesano                                        | 5:36                                              |
| 6.                                                | „Our Weapon”                                      | J. Paesano                                        | 3:27                                              |
| 7.                                                | „Aliasing”                                        | J. Paesano                                        | 1:54                                              |
| 8.                                                | „Chinese Drive Through”                           | J. Paesano                                        | 1:35                                              |
| 9.                                                | „Restaurant Fight”                                | J. Paesano                                        | 2:35                                              |
| 10.                                               | „Alexandra”                                       | J. Paesano                                        | 3:59                                              |
| 11.                                               | „Old Friends”                                     | J. Paesano                                        | 2:49                                              |
| 12.                                               | „A Bone to Pick”                                  | J. Paesano                                        | 2:32                                              |
| 13.                                               | „Kung Fu Party”                                   | J. Paesano                                        | 3:45                                              |
| 14.                                               | „Protect My City”                                 | J. Paesano                                        | 5:36                                              |
| 15.                                               | „The Defenders”                                   | J. Paesano                                        | 5:04                                              |
|                                                   |                                                   |                                                   | 49:15                                             |

## Promocja

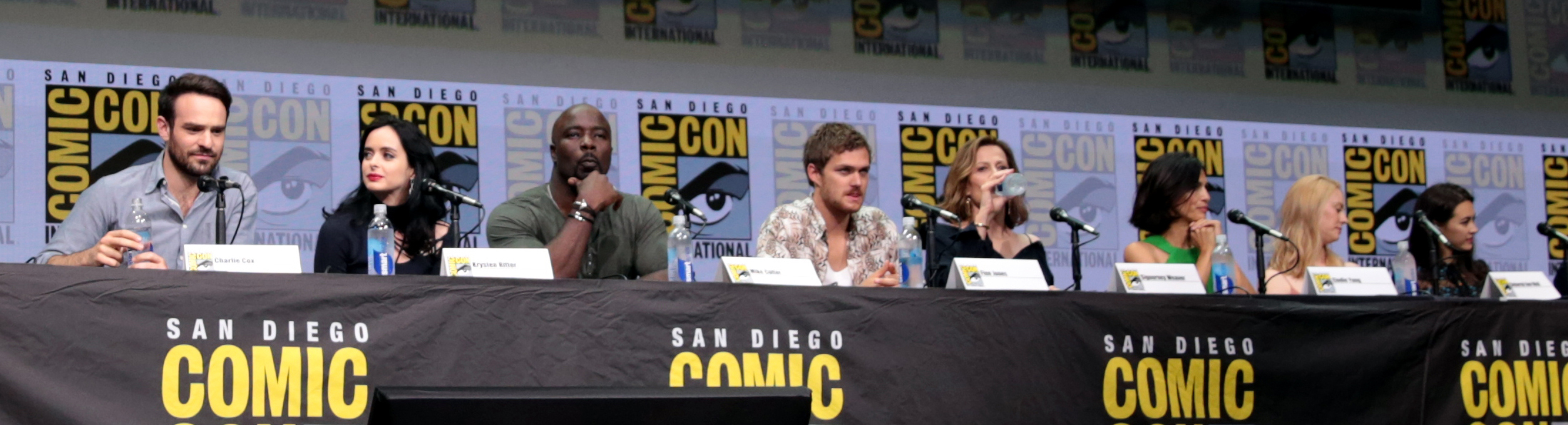
Obsada serialu podczas San Diego Comic Conu 2017

W lipcu 2016 roku na San Diego Comic-Conie zaprezentowano teaser miniserialu, w którym loga poprzednich seriali utworzyły słowo Defend na tle ręki. W październiku tego samego roku Charlie Cox, Krysten Ritter, Mike Colter, Finn Jones i Sigourney Weaver promowali Defenders na New York Comic Conie.
3 maja 2017 roku pokazano zwiastun serialu. W lipcu Cox, Ritter, Colter, Jones, Weaver, Jessica Henwick, Élodie Yung, Deborah Ann Woll i Marco Ramirez pojawili się na San Diego Comic Conie, gdzie publiczności konwentu pokazany został pierwszy odcinek miniserii. 31 lipca miała miejsce uroczysta premiera pierwszych dwóch odcinków w Nowym Jorku w Tribeca Performing Arts Center. Podczas obu wydarzeń uczestniczyła obsada i ekipa produkcyjna serialu oraz zaproszeni goście. Premierom tym towarzyszył czerwony dywan oraz szereg konferencji prasowych.

## Odbiór

### Oglądalność
Netflix nie publikuje zestawień oglądalności swoich produkcji, jednak firma zajmująca się analizami marketingowymi, Jumpshot, ustaliła, że serial Defenders zgromadził 17% oglądalności, jaką miał drugi sezon Daredevila w ciągu pierwszych 30 dni. Miniserial był porównywalnie najrzadziej oglądanym serialem Marvela dla Netfliksa i odnotował największy spadek oglądalności z tygodnia na tydzień. Spadki te wyniosły odpowiednio 67%, 48% i 41% w ciągu 30 dni. W badaniu Jumpshot, które „analizuje anonimowe dane dotyczące strumienia kliknięć z panelu obejmującego ponad 100 milionów konsumentów Internetu”, przyjrzano się zachowaniu i aktywności użytkowników serwisu w Stanach Zjednoczonych w zakresie oglądalności, biorąc pod uwagę względną liczbę widzów serwisu Netflix w Stanach Zjednoczonych, którzy obejrzeli co najmniej jeden odcinek. Dane te nie objęły oglądalności na telewizorach Smart TV lub w aplikacjach mobilnych serwisu Netflix.
W październiku 2017 roku Netflix ujawnił, że Defenders był trzecim pod względem popularności serialem oryginalnym platformy, który był „oglądany ciurkiem” na świecie i pierwszy w Korei Południowej. Netflix zdefiniował oglądających w ten sposób widzów, jako tych, którzy obejrzeli cały serial w ciągu 24 godzin od jego premiery, a dane te uwzględniają „strefy czasowe i odzwierciedlają rozpoczęcie programu w ciągu 24 godzin od premiery w danym kraju”. Firma zwrócono również uwagę, że taki ranking „nie ma żadnego związku z ogólną oglądalnością”.

### Krytyka w mediach
Miniserial spotkał się z przeważnie pozytywną reakcją krytyków. W serwisie Rotten Tomatoes 78% ze 100 recenzji uznano za pozytywne, a średnia ocen wystawionych na ich podstawie wyniosła 6,6/10. Na portalu Metacritic średnia ważona ocen z 30 recenzji wyniosła 63 punkty na 100.
Jeff Jensen z „Entertainment Weekly” ocenił, że „Defenders to tętniąca życiem rozrywka gatunkowa, która na nowo zainteresuje Cię popem Marvela. Prezentuje się jako duże wydarzenie, a jednocześnie ceni konsolidację. Marvel powinien przyjąć to podejście w przyszłości”. Tim Goodman z The Hollywood Reporter stwierdził, że „pomimo rażących wad nowy serial Marvela w serwisie Netflix staje się przyjemnym połączeniem różnych bohaterów próbujących ocalić Nowy Jork”. John Anderson z „The Wall Street Journal” przyznał, że „chociaż Defenders są i nadal będą tajemniczy, są również niezwykle wciągający, prawie wyłącznie dzięki obsadzie”. Dan Jolin z „Empire Magazine” napisał, że „to długo oczekiwana seria crossoverów, która dostarcza kilku wciągających starć postaci, ale która – przynajmniej w pierwszej połowie – nie podnosi stawki pod względem fabularnym”. Maureen Ryan z „Variety” stwierdził, że „Defenders jest czasami nieco bardziej mdłe, niż powinno być przedsięwzięcie z udziałem śmiercionośnych ninja i wyszukanych kostiumów, jednak ośmioczęściowy dramat ma znaczące zalety, a wśród nich występ Sigourney Weaver”. Matt Zoller Seitz z Vulture ocenił, że „Defenders przypominają, czym kiedyś chciały być seriale Netfliksa i czym mogą pewnego dnia się stać”. Alex McLevy z The A.V. Club przyznał, że „częścią problemu telewizji stworzonej z myślą o oglądaniu bez przerwy jest fakt, że poświęca ona dynamikę narracji wiedząc, że zawsze może odłożyć dramaturgię na następny odcinek. Ale ogólnie rzecz biorąc, szkodzi to serii”.
Konrad Chwast ze Spider’s Web ocenił, że „najlepsze w tym serialu jest to, że mimo widocznych wad, ogląda się go naprawdę rewelacyjnie. To prawdopodobnie nowy rozdział w świecie superbohaterów od tandemu Netflix/Marvel. Konkurencja – Arrow i Flash – nie ma z nim żadnych szans”. Michał Kujawiński z NaEkranie.pl stwierdził, że „Defenders z pewnością wielu rozczaruje i pozostawi lekki niedosyt. Jednak długo oczekiwane połączenie czwórki bohaterów wypada bardzo dobrze i oglądanie ich w akcji daje bardzo dużo satysfakcji. Nie brakuje też świetnie zrealizowanych scen akcji i humoru, a co za tym idzie - warto sięgnąć po ten serial i obejrzeć tych osiem odcinków, nie martwiąc się o to, że ktoś straci na tym czas”. Mateusz Piesowicz z serwisu Serialowa napisałem, że „twórcy nie bardzo mieli pomysł, jak połączyć fragmenty w jedną całość, co pozwala zwątpić, czy na pewno stał za tym crossoverem jakiś precyzyjny plan”.

### Nagrody i nominacje
| Rok  | Ceremonia                                   | Kategoria                                                                    | Nominowani                | Rezultat  | Przypis |
| ---- | ------------------------------------------- | ---------------------------------------------------------------------------- | ------------------------- | --------- | ------- |
| 2017 | TVLine’s Performer of the Week              | Występ w odcinku The Defeneders                                              | Charlie Cox i Élodie Yung | Wygrana   | [ 111 ] |
| 2018 | NAACP Image Awards                          | Najlepszy aktor w serialu dramatycznym                                       | Mike Colter               | Nominacja | [ 112 ] |
| 2018 | Online Film & Television Association Awards | Najlepszy muzyczny motyw przewodni w serialu telewizyjnym                    | Defenders                 | Nominacja | [ 113 ] |
| 2018 | Saturn Awards                               | Najlepszy serial w nowych mediach                                            | Defenders                 | Nominacja | [ 114 ] |
| 2018 | Saturn Awards                               | Najlepsza aktorka drugoplanowa w serialu telewizyjnym                        | Krysten Ritter            | Nominacja | [ 114 ] |
| 2018 | Black Reel Awards for Television            | Najlepszy film telewizyjny lub serial limitowany                             | Defenders                 | Nominacja | [ 115 ] |
| 2018 | Black Reel Awards for Television            | Najlepszy aktor w filmie telewizyjnym lub serialu limitowanym                | Mike Colter               | Nominacja | [ 115 ] |
| 2018 | Black Reel Awards for Television            | Najlepsza aktorka drugoplanowa w filmie telewizyjnym lub serialu limitowanym | Rosario Dawson            | Nominacja | [ 115 ] |
| 2018 | Black Reel Awards for Television            | Najlepsza aktorka drugoplanowa w filmie telewizyjnym lub serialu limitowanym | Simone Missick            | Nominacja | [ 115 ] |
| 2018 | Primetime Creative Arts Emmy Awards         | Najlepszy muzyczny motyw przewodni                                           | John Paesano              | Nominacja | [ 116 ] |